# Bugre (Balsa Nova)
Bugre é um distrito do município brasileiro de Balsa Nova, no estado do Paraná. Foi criado pela lei estadual nº 4582, de 27 de junho de 1962 De acordo com o Instituto Brasileiro de Geografia e Estatística (IBGE), sua população no ano de 2010 era de 4 859 habitantes.